# Alette Sijbring
Alette Hilde Sijbring (Zierikzee, 20 marzo 1982) è una pallanuotista olandese, vincitrice di una medaglia d'oro ai giochi olimpici di Pechino 2008.